# Martín Sarmiento
Martín Sarmiento, brat Sarmiento lub ojciec Sarmiento (ur. 9 marca 1695 w Villafranca del Bierzo, zm. 7 grudnia 1772 w Madrycie) – hiszpański benedyktyn, erudyta i pisarz, przedstawiciel hiszpańskiego Oświecenia katolickiego.
Gdy miał 4 miesiące, jego rodzina przeniosła się do Pontevedra, gdzie spędził dzieciństwo i młodość. 3 maja 1710 roku wyruszył do Madrytu by wstąpić do zakonu Benedyktynów. Po ukończeniu studiów w Salamance, pracował jako profesor teologii w kilku placówkach: San Pedro Eslonza (León), Celorio (Asturia) i Oviedo. W tym ostatnim mieście przebywał od maja 1723. Nauczał tam wówczas Benito Jerónimo Feijóo e Montenegro. Uczył się przez jakiś czas od mistrza sławnego w całej Europie. W czerwcu 1725 powrócił do Galicji i zatrzymał się na krótko w Pontevedrze. W 1726 zamieszkał w Madrycie, w 1727 przeniósł się do Toledo, by katalogować tam księgozbiór katedralny. Odwiedzał czasami rodzinną Galicję, do której powrócił ostatecznie w 1745.
Pisał zarówno po hiszpańsku (tj. kastylijsku), jak i w języku galicyjskim, w którym było napisane jego: "Coloquio de veinticatro galegos rústicos".

## Dzieła dostępne w zbiorach internetu
- Demonstracion Critico-Apologetica del Theatro Critico Universal (1732). busc.usc.es. [zarchiwizowane z tego adresu (2007-09-29)].
- Memorias para la historia de la poesía y poetas españoles (1741-45). busc.usc.es. [zarchiwizowane z tego adresu (2007-09-29)].
- Reflexiones Literarias para una biblioteca Real (1743)
- Catálogo de algunos libros curiosos y selectos (1748). busc.usc.es. [zarchiwizowane z tego adresu (2007-09-29)].
- Coplas gallegas
- Notas al Privilegio de Ordoño y Reflexiones sobre Archiveros